# Astragalus kawakamii
Astragalus kawakamii es una especie de planta del género Astragalus, de la familia de las leguminosas, orden Fabales.

## Distribución
Astragalus kawakamii se distribuye por el Lejano Oriente ruso.

## Taxonomía
Fue descrita científicamente por Matsum. Fue publicada en Bot. Mag. (Tokyo) 15: 115 (1901).